# Tašenka Matulović Tabak
Tašenka Matulović Tabak je hrvatska spisateljica s otoka Hvara. Hrvatska je pjesnikinja, dramaturgica, esejistica i satiričarka s otoka Hvara. Pjesme piše na čakavskom narječju mjesta Pitava. Pjesme ne piše tradicionalnim oblikom, niti stilom.

## Životopis
Rođena je u Pitvama na otoku Hvaru. Osnovnu je školu pohađala u Jelsi, a srednju školu i nastavnički smjer u Splitu. Radni je vijek provela kratko u novinarstvu i gotovo 40 godina u prosvjeti.
Pored niza članaka iz područja provjete i školstva, objavila je nekoliko knjiga. Sve su njezine knjige pisane govorom hvarskih Pitava. Prve su dvije knjige zbirke čakavske poezije: "Vrića puna misečine" (2000.) i "Druga bonda svita" (2006.). U trećoj knjizi "Tonka i Luce" (2013.) objavljuje satirične tekstove, također na dijalektu. Četvrta knjiga "Amarcord po našu" objedinjuje dramu, esej i pjesme na govoru hvarskih Pitava uz popratne studije.
Sudionicom je pjesničkih manifestacija Susret čakavskih pjesnikinja otoka Hvara, Croatia rediviva: Ča, Kaj, Što – baštinski dani i Ča pod Perunom.

## Djela
- Vrića puna misečine, zbirka pjesama, 2000.
- Druga bonda svita, zbirka pjesama, 2006.
- Tonka i Luce, zbirka satiričnih tekstova, 2013.
- Amarcord po našu, drama, esej i pjesme, 2015.